# Цирк в Автово
Цирк в А́втово – располагающийся в Санкт-Петербурге в районе Автово цирк. Является филиалом Росгосцирка.

## Описание
Представления даются в шатре (шапито), открытом в 1995 году и имеющем вместимость 1655 мест.

## История
До 1985 года на Московском проспекте через дорогу от Московского парка Победы базировался передвижной цирк «Маяк», гастролировавший в Ленинграде в летний период. После начала строительства Российской национальной библиотеки для шапито было выбрано место в Кировском районе. Также было принято решение построить полустационарный шатëр, позволяющий проводить представления в любое время года. Проект был разработан французской архитектурной фирмой «Люсьен-Вальтер», специализирующейся на строительстве объектов, в которых металлические конструкции соединяются с тканевыми покрытиями. Особенностью построенного купола является отсутствие внутри дополнительных опор, обычно нарушающих обзор в традиционных шапито. 13 августа 1995 года было открыто новое здание. 13 марта 1996 года передвижной цирк-шапито «Маяк» был переименован в Санкт-Петербургский «Французский Цирк Автово». 27 декабря 2010 года в пристройке цирка, где располагалась экспозиция частного экзотариума, возник пожар, в результате которого погибли находившиеся в пристройке животные, а купол цирка был повреждëн в месте примыкания пристройки, деятельность цирка была прекращена. Здание было передано дельфинарию, вместо манежа была установлена чаша бассейна. В начале 2014 года было объявлено о включении цирка в Автово в план по ремонту сооружений на 2014 год, чтобы открыть его к моменту закрытия на капитальный ремонт цирка на Фонтанке. Были установлены новые трибуны и манеж, переоборудованы места для содержания животных, обновили внешний вид здания. 20 сентября 2014 года цирк возобновил свою работу.